# Seznam vítězů mužské dvouhry na Australian Open
Seznam vítězů mužské dvouhry na Australian Open uvádí přehled šampionů mužské singlové soutěže na tenisovém turnaji Australian Open.
Australian Open je tenisový Grand Slam, každoročně hraný ve druhé polovině ledna jako úvodní část čtyřdílné grandslamové kategorie. V letech 1905–1987 probíhal na trávě. S přesunem z Kooyong Lawn Tennis Clubu do Melbourne Parku se začal odehrávat na tvrdém povrchu. Profesionálům se otevřel jako poslední z grandslamů roku 1969. Během první (1916–1918) a druhé světové války (1941–1945) a v roce 1986 turnaj neproběhl. V sezóně 1977 se konaly dva ročníky v důsledku přeložení termínu na závěr roku, první během ledna a druhý v prosinci.
Nejvyšší počet deseti titulů vybojoval Srb Novak Djoković, když všechna svá semifinále i finále vyhrál. Australan Ken Rosewall se v 18 letech stal nejmladším a v 37 letech také nejstarším vítězem, což z něj učinilo nejstaršího šampiona grandslamové dvouhry v celé open éře. Jeho devatenáctileté období mezi prvním (1953) a posledním (1972) titulem představuje rovněž grandslamový rekord.

## Historie
Australian Open se v minulosti odehrával napříč australským kontinentem, když se dějišty staly Perth, Brisbane, Adelaide, Sydney a Melbourne. Místa konání se velmi často střídala, než v roce 1972 grandslam trvale zakotvil v melbournském Kooyong Lawn Tennis Clubu. Odtud se roku 1988 přestěhoval do nově postaveného Flinders Parku, později přejmenovaného na Melbourne Park.

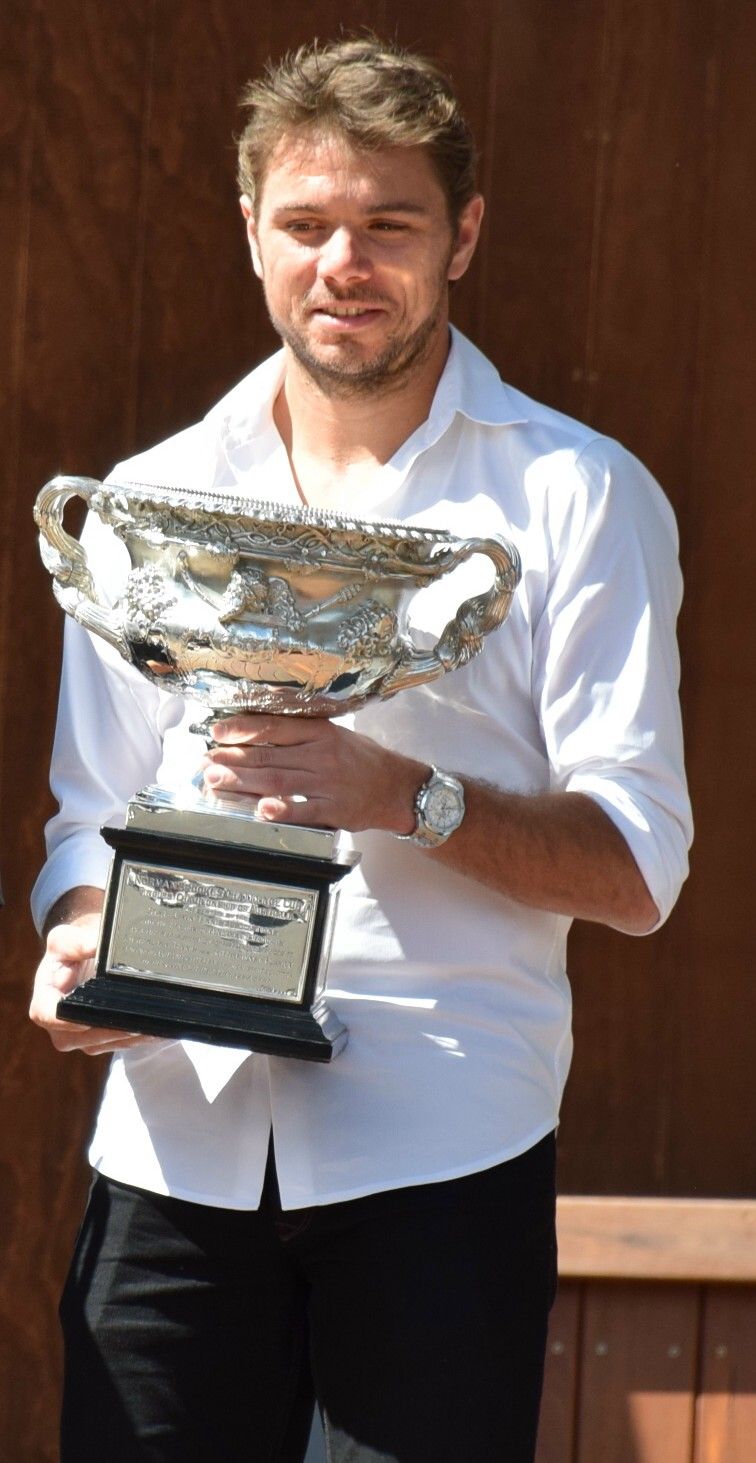
Stan Wawrinka, vítěz z roku 2014

Opakovaně se měnilo také datum konání turnaje. Z lednového termínu byl v roce 1971 přesunut na březen pro vyhovění požadavkům vlastníků okruhu World Championship Tennis (WCT) a americké tenisové ligy (National Tennis League), kteří před březnem neumožnili smluvně vázaným hráčům startovat v Austrálii. Již od následujícího ročníku 1972 však turnaj začínal opět v prosinci předcházejícího roku, aby se vyhnul zákazu Mezinárodní tenisové federace (ILTF) ke startu hráčů z okruhu WCT na turnajích ILTF v první polovině roku. Spor dvou okruhů byl zažehnán a od sezóny 1973 připadla turnajům ILTF v kalendáři druhá polovina roku. Snaha přimět k účasti více předních tenistů a tím zvýšit atraktivitu vedla po lednu 1977 k posunuti konání o několik dní dříve, aby turnaj končil již v prosinci a rozhodovalo se na něm o kalendářním grandslamu. Proto byly roku 1977 odehrány dva ročníky. Již v roce 1978 se však termín vrátil na přelom Nového roku i v důsledku neochoty tenistů hrát přímo během Vánoc. V roce 1985 padlo rozhodnutí k trvalému přesunu do druhé poloviny ledna, což způsobilo, že se ročník plánovaný na prosinec 1986 již neodehrál a turnaj následoval v novém lednovém termínu 1987.
Od počátku mužské dvouhry v roce 1905 měla soutěž charakter vyřazovacího formátu a zápasy probíhaly na tři vítězné sety. Výjimkou se staly ročníky 1970, 1973 a 1974, kdy se úvodní kola hrála na dvě vítězné sady. V roce 1982 se pak na dva vítězné sety konaly pouze třetí a čtvrté kolo.
V roce 1971 byl do čtyř úvodních setů zaveden 7bodový tiebreak. V závěrečné páté sadě o vítězi dále rozhodoval rozdíl dvou gemů. Výjimkou se stalo období 1980–1982, v němž byla zkrácená hra uplatněna i v pátém dějství. V sezóně 2019 byl do závěrečné sady zaveden 10bodový supertiebreak.
V letech 1905–1987 se hrálo na trávě. Přesun do Flinders Parku v roce 1988 znamenal přechod na tvrdý povrch. Švéd Mats Wilander vyhrál jako jediný soutěž na trávě i tvrdém povrchu. Švýcar Roger Federer pak triumfoval na dvou typech tvrdého povrchu, původním Rebound Ace a poté na Plexicushionu, jenž byl v areálu položen mezi lety 2008–2019. V roce 2020 byl instalován povrch GreenSet. Tři ročníky na něm ovládl Novak Djoković, jenž sedmkrát předtím zvítězil na Plexicushionu.

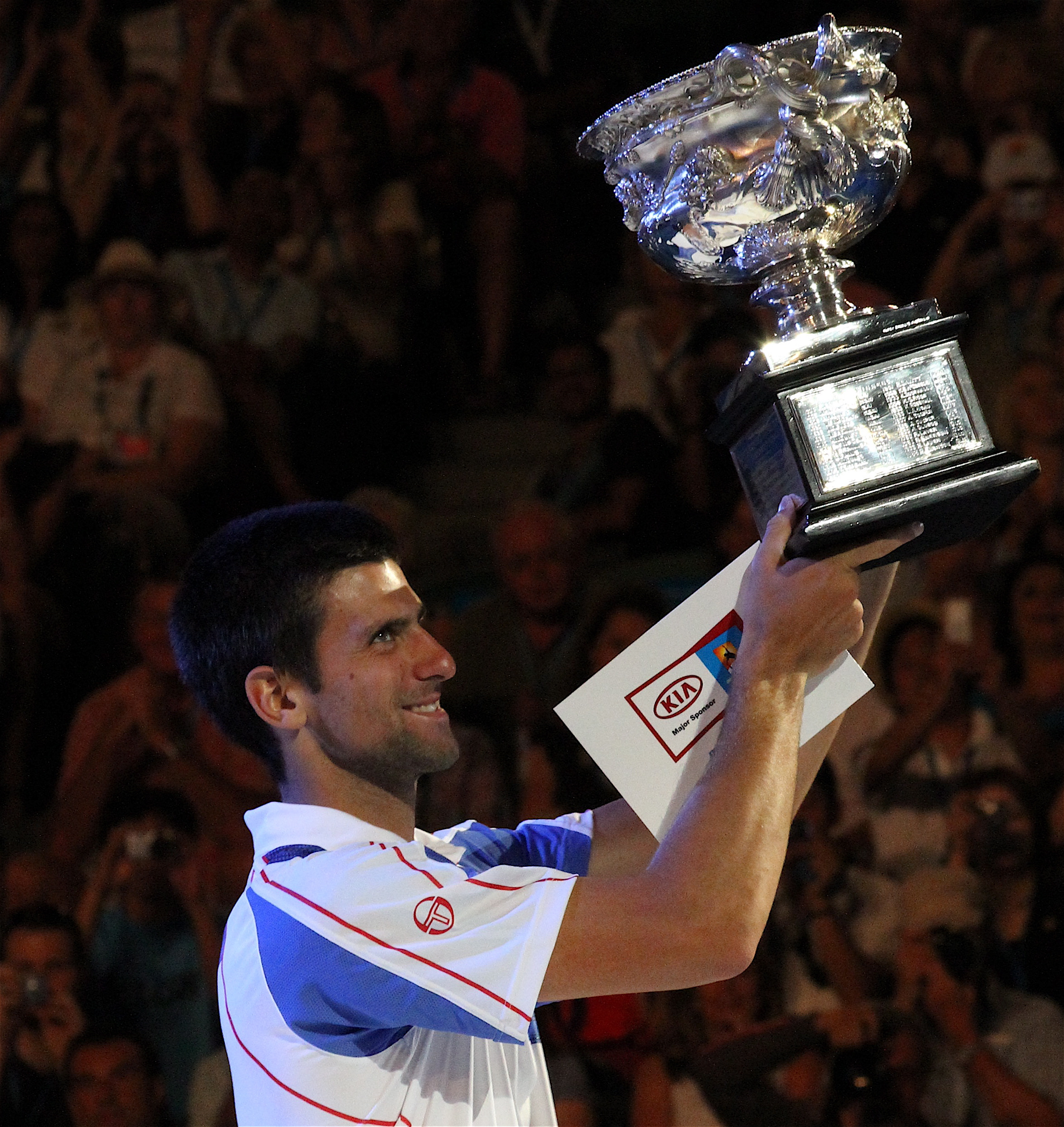
Novak Djoković vyhrál rekordních deset titulů. Po zisku desáté trofeje v roce 2023 zůstával v semifinále i finále neporažen s bilancí 20–0 z těchto zápasů.

Vítěz získává Norman Brookes Challenge Cup (Putovní pohár Normana Brookese), pojmenovaný po Normanu Brookesovi, australském šampionu z roku 1911 a prezidentu australského tenisového svazu. Tenista do vlastnictví obdrží zmenšenou repliku z pozlaceného stříbra. Odměna šampiona v roce 2010 činila 2 100 tisíc australských dolarů, roku 2020 dosáhla již částky 4 120 tisíc australských dolarů.
V úvodní fázi, kdy grandslam probíhal pod názvem Australasian Championships, získal nejvyšší počet tří titulů Australan James Anderson (1922, 1924–1925). V následném období Australian Championships, až do konce amatérské éry v roce 1968, vybojoval rekordních šest trofejí jeho krajan Roy Emerson (1961, 1963–1967) včetně pěti bez přerušení. Po otevření se profesionálům v sezóně 1969 vytvořil Srb Novak Djoković absolutní rekord ziskem deseti titulů (2008, 2011–2013, 2015–2016, 2019–2021, 2023) včetně tří výher v řadě. Trofeje bez ztráty setu v otevřené éře vybojovali Ken Rosewall v roce 1971 a Roger Federer roku 2007.
Nejmladším šampionem se roku 1953 v 18 letech a 2 měsících stal Australan Ken Rosewall, který drží i věkový rekord nejstaršího vítěze. Při zisku trofeje v roce 1972 mu bylo 37 let, 2 měsíce a 1 den, což z něj učinilo nejstaršího vítěze grandslamové dvouhry v celé open éře. Rovněž 19leté období mezi prvním a posledním titulem je grandslamovým rekordem.
Jedinkrát nebylo finále dohráno, když v roce 1990 Stefan Edberg skrečoval v závěru třetí sady Ivanu Lendlovi pro poranění břišního svalu.

## Přehled finále

### Amatérská éra
| Rok  | vítěz                    | finalista                 | výsledek                  |
| ---- | ------------------------ | ------------------------- | ------------------------- |
| 1905 | Rodney Heath (AUS)       | Albert Curtis (AUS)       | 4–6, 6–3, 6–4, 6–4        |
| 1906 | Anthony Wilding (NZL)    | Francis Fisher (NZL)      | 6–0, 6–4, 6–4             |
| 1907 | Horace Rice (AUS)        | Harry Parker (NZL)        | 6–3, 6–4, 6–4             |
| 1908 | Fred Alexander (USA)     | Alfred Dunlop (AUS)       | 3–6, 3–6, 6–0, 6–2, 6–3   |
| 1909 | Anthony Wilding (NZL)    | Ernie Parker (AUS)        | 6–1, 7–5, 6–2             |
| 1910 | Rodney Heath (AUS)       | Horace Rice (AUS)         | 6–4, 6–3, 6–2             |
| 1911 | Norman Brookes (AUS)     | Horace Rice (AUS)         | 6–1, 6–2, 6–3             |
| 1912 | James Cecil Parke (BRI)  | Alfred Beamish (BRI)      | 3–6, 6–3, 1–6, 6–1, 7–5   |
| 1913 | Ernie Parker (AUS)       | Harry Parker (NZL)        | 2–6, 6–1, 6–3, 6–2        |
| 1914 | Arthur O'Hara Wood (AUS) | Gerald Patterson (AUS)    | 6–4, 6–3, 5–7, 6–1        |
| 1915 | Gordon Lowe (BRI)        | Horace Rice (AUS)         | 4–6, 6–1, 6–1, 6–4        |
| 1916 | nehráno                  | nehráno                   | nehráno                   |
| 1917 | nehráno                  | nehráno                   | nehráno                   |
| 1918 | nehráno                  | nehráno                   | nehráno                   |
| 1919 | Algernon Kingscote (BRI) | Eric Pockley (AUS)        | 6–4, 6–0, 6–3             |
| 1920 | Pat O'Hara Wood (AUS)    | Ronald Thomas (AUS)       | 6–3, 4–6, 6–8, 6–1, 6–3   |
| 1921 | Rhys Gemmell (AUS)       | Alf Hedeman (AUS)         | 7–5, 6–1, 6–4             |
| 1922 | James Anderson (AUS)     | Gerald Patterson (AUS)    | 6–0, 3–6, 3–6, 6–3, 6–2   |
| 1923 | Pat O'Hara Wood (AUS)    | Bert St. John (AUS)       | 6–1, 6–1, 6–3             |
| 1924 | James Anderson (AUS)     | Richard Schlesinger (AUS) | 6–3, 6–4, 3–6, 5–7, 6–3   |
| 1925 | James Anderson (AUS)     | Gerald Patterson (AUS)    | 11–9, 2–6, 6–2, 6–3       |
| 1926 | John Hawkes (AUS)        | James Willard (AUS)       | 6–1, 6–3, 6–1             |
| 1927 | Gerald Patterson (AUS)   | John Hawkes (AUS)         | 3–6, 6–4, 3–6, 18–16, 6–3 |
| 1928 | Jean Borotra (FRA)       | Jack Cummings (AUS)       | 6–4, 6–1, 4–6, 5–7, 6–3   |
| 1929 | John Colin Gregory (GBR) | Richard Schlesinger (AUS) | 6–2, 6–2, 5–7, 7–5        |
| 1930 | Edgar Moon (AUS)         | Harry Hopman (AUS)        | 6–3, 6–1, 6–3             |
| 1931 | Jack Crawford (AUS)      | Harry Hopman (AUS)        | 6–4, 6–2, 2–6, 6–1        |
| 1932 | Jack Crawford (AUS)      | Harry Hopman (AUS)        | 4–6, 6–3, 3–6, 6–3, 6–1   |
| 1933 | Jack Crawford (AUS)      | Keith Gledhill (USA)      | 2–6, 7–5, 6–3, 6–2        |
| 1934 | Fred Perry (GBR)         | Jack Crawford (AUS)       | 6–3, 7–5, 6–1             |
| 1935 | Jack Crawford (AUS)      | Fred Perry (GBR)          | 2–6, 6–4, 6–4, 6–4        |
| 1936 | Adrian Quist (AUS)       | Jack Crawford (AUS)       | 6–2, 6–3, 4–6, 3–6, 9–7   |
| 1937 | Vivian McGrath (AUS)     | John Bromwich (AUS)       | 6–3, 1–6, 6–0, 2–6, 6–1   |
| 1938 | Don Budge (USA)          | John Bromwich (AUS)       | 6–4, 6–2, 6–1             |
| 1939 | John Bromwich (AUS)      | Adrian Quist (AUS)        | 6–4, 6–1, 6–3             |
| 1940 | Adrian Quist (AUS)       | Jack Crawford (AUS)       | 6–3, 6–1, 6–2             |
| 1941 | nehráno                  | nehráno                   | nehráno                   |
| 1942 | nehráno                  | nehráno                   | nehráno                   |
| 1943 | nehráno                  | nehráno                   | nehráno                   |
| 1944 | nehráno                  | nehráno                   | nehráno                   |
| 1945 | nehráno                  | nehráno                   | nehráno                   |
| 1946 | John Bromwich (AUS)      | Dinny Pails (AUS)         | 5–7, 6–3, 7–5, 3–6, 6–2   |
| 1947 | Dinny Pails (AUS)        | John Bromwich (AUS)       | 4–6, 6–4, 3–6, 7–5, 8–6   |
| 1948 | Adrian Quist (AUS)       | John Bromwich (AUS)       | 6–4, 3–6, 6–3, 2–6, 6–3   |
| 1949 | Frank Sedgman (AUS)      | John Bromwich (AUS)       | 6–3, 6–2, 6–2             |
| 1950 | Frank Sedgman (AUS)      | Ken McGregor (AUS)        | 6–3, 6–4, 4–6, 6–1        |
| 1951 | Dick Savitt (USA)        | Ken McGregor (AUS)        | 6–3, 2–6, 6–3, 6–1        |
| 1952 | Ken McGregor (AUS)       | Frank Sedgman (AUS)       | 7–5, 12–10, 2–6, 6–2      |
| 1953 | Ken Rosewall (AUS)       | Mervyn Rose (AUS)         | 6–0, 6–3, 6–4             |
| 1954 | Mervyn Rose (AUS)        | Rex Hartwig (AUS)         | 6–2, 0–6, 6–4, 6–2        |
| 1955 | Ken Rosewall (AUS)       | Lew Hoad (AUS)            | 9–7, 6–4, 6–4             |
| 1956 | Lew Hoad (AUS)           | Ken Rosewall (AUS)        | 6–4, 3–6, 6–4, 7–5        |
| 1957 | Ashley Cooper (AUS)      | Neale Fraser (AUS)        | 6–3, 9–11, 6–4, 6–2       |
| 1958 | Ashley Cooper (AUS)      | Malcolm Anderson (AUS)    | 7–5, 6–3, 6–4             |
| 1959 | Alex Olmedo (USA)        | Neale Fraser (AUS)        | 6–1, 6–2, 3–6, 6–3        |
| 1960 | Rod Laver (AUS)          | Neale Fraser (AUS)        | 5–7, 3–6, 6–3, 8–6, 8–6   |
| 1961 | Roy Emerson (AUS)        | Rod Laver (AUS)           | 1–6, 6–3, 7–5, 6–4        |
| 1962 | Rod Laver (AUS)          | Roy Emerson (AUS)         | 8–6, 0–6, 6–4, 6–4        |
| 1963 | Roy Emerson (AUS)        | Ken Fletcher (AUS)        | 6–3, 6–3, 6–1             |
| 1964 | Roy Emerson (AUS)        | Fred Stolle (AUS)         | 6–3, 6–4, 6–2             |
| 1965 | Roy Emerson (AUS)        | Fred Stolle (AUS)         | 7–9, 2–6, 6–4, 7–5, 6–1   |
| 1966 | Roy Emerson (AUS)        | Arthur Ashe (USA)         | 6–4, 6–8, 6–2, 6–3        |
| 1967 | Roy Emerson (AUS)        | Arthur Ashe (USA)         | 6–4, 6–1, 6–4             |
| 1968 | William Bowrey (AUS)     | Juan Gisbert (ESP)        | 7–5, 2–6, 9–7, 6–4        |

### Otevřená éra
| Rok       | vítěz                     | finalista                 | výsledek                     |
| --------- | ------------------------- | ------------------------- | ---------------------------- |
| 1969      | Rod Laver (AUS)           | Andrés Gimeno (ESP)       | 6–3, 6–4, 7–5                |
| 1970      | Arthur Ashe (USA)         | Dick Crealy (AUS)         | 6–4, 9–7, 6–2                |
| 1971      | Ken Rosewall (AUS)        | Arthur Ashe (USA)         | 6–1, 7–5, 6–3                |
| 1972      | Ken Rosewall (AUS)        | Malcolm Anderson (AUS)    | 7–6(7–2), 6–3, 7–5           |
| 1973      | John Newcombe (AUS)       | Onny Parun (NZL)          | 6–3, 6–7, 7–5, 6–1           |
| 1974      | Jimmy Connors (USA)       | Phil Dent (AUS)           | 7–6(9–7), 6–4, 4–6, 6–3      |
| 1975      | John Newcombe (AUS)       | Jimmy Connors (USA)       | 7–5, 3–6, 6–4, 7–6(9–7)      |
| 1976      | Mark Edmondson (AUS)      | John Newcombe (AUS)       | 6–7, 6–3, 7–6, 6–1           |
| 1977(I)   | Roscoe Tanner (USA)       | Guillermo Vilas (ARG)     | 6–3, 6–3, 6–3                |
| 1977(XII) | Vitas Gerulaitis (USA)    | John Lloyd (GBR)          | 6–3, 7–6(7–1), 5–7, 3–6, 6–2 |
| 1978      | Guillermo Vilas (ARG)     | John Marks (AUS)          | 6–4, 6–4, 3–6, 6–3           |
| 1979      | Guillermo Vilas (ARG)     | John Sadri (USA)          | 7–6(7–4), 6–3, 6–2           |
| 1980      | Brian Teacher (USA)       | Kim Warwick (AUS)         | 7–5, 7–6(7–4), 6–3           |
| 1981      | Johan Kriek (JAR)         | Steve Denton (USA)        | 6–2, 7–6(7–1), 6–7(1–7), 6–4 |
| 1982      | Johan Kriek (USA)         | Steve Denton (USA)        | 6–3, 6–3, 6–2                |
| 1983      | Mats Wilander (SWE)       | Ivan Lendl (TCH)          | 6–1, 6–4, 6–4                |
| 1984      | Mats Wilander (SWE)       | Kevin Curren (JAR)        | 6–7(5–7), 6–4, 7–6(7–3), 6–2 |
| 1985      | Stefan Edberg (SWE)       | Mats Wilander (SWE)       | 6–4, 6–3, 6–3                |
| 1986      | nehráno                   | nehráno                   | nehráno                      |
| 1987      | Stefan Edberg (SWE)       | Pat Cash (AUS)            | 6–3, 6–4, 3–6, 5–7, 6–3      |
| 1988      | Mats Wilander (SWE)       | Pat Cash (AUS)            | 6–3, 6–7(3–7), 3–6, 6–1, 8–6 |
| 1989      | Ivan Lendl (TCH)          | Miloslav Mečíř (TCH)      | 6–2, 6–2, 6–2                |
| 1990      | Ivan Lendl (TCH)          | Stefan Edberg (SWE)       | 4–6, 7–6(7–3), 5–2skreč      |
| 1991      | Boris Becker (GER)        | Ivan Lendl (TCH)          | 1–6, 6–4, 6–4, 6–4           |
| 1992      | Jim Courier (USA)         | Stefan Edberg (SWE)       | 6–3, 3–6, 6–4, 6–2           |
| 1993      | Jim Courier (USA)         | Stefan Edberg (SWE)       | 6–2, 6–1, 2–6, 7–5           |
| 1994      | Pete Sampras (USA)        | Todd Martin (USA)         | 7–6(7–4), 6–4, 6–4           |
| 1995      | Andre Agassi (USA)        | Pete Sampras (USA)        | 4–6, 6–1, 7–6(8–6), 6–4      |
| 1996      | Boris Becker (GER)        | Michael Chang (USA)       | 6–2, 6–4, 2–6, 6–2           |
| 1997      | Pete Sampras (USA)        | Carlos Moyà (ESP)         | 6–2, 6–3, 6–3                |
| 1998      | Petr Korda (CZE)          | Marcelo Ríos (CHI)        | 6–2, 6–2, 6–2                |
| 1999      | Jevgenij Kafelnikov (RUS) | Thomas Enqvist (SWE)      | 4–6, 6–0, 6–3, 7–6(7–1)      |
| 2000      | Andre Agassi (USA)        | Jevgenij Kafelnikov (RUS) | 3–6, 6–3, 6–2, 6–4           |
| 2001      | Andre Agassi (USA)        | Arnaud Clément (FRA)      | 6–4, 6–2, 6–2                |
| 2002      | Thomas Johansson (SWE)    | Marat Safin (RUS)         | 3–6, 6–4, 6–4, 7–6(7–4)      |
| 2003      | Andre Agassi (USA)        | Rainer Schüttler (GER)    | 6–2, 6–2, 6–1                |
| 2004      | Roger Federer (SUI)       | Marat Safin (RUS)         | 7–6(7–3), 6–4, 6–2           |
| 2005      | Marat Safin (RUS)         | Lleyton Hewitt (AUS)      | 1–6, 6–3, 6–4, 6–4           |
| 2006      | Roger Federer (SUI)       | Marcos Baghdatis (CYP)    | 5–7, 7–5, 6–0, 6–2           |
| 2007      | Roger Federer (SUI)       | Fernando González (CHI)   | 7–6(7–2), 6–4, 6–4           |
| 2008      | Novak Djoković (SRB)      | Jo-Wilfried Tsonga (FRA)  | 4–6, 6–4, 6–3, 7–6(7–2)      |
| 2009      | Rafael Nadal (ESP)        | Roger Federer (SUI)       | 7–5, 3–6, 7–6(7–3), 3–6, 6–2 |
| 2010      | Roger Federer (SUI)       | Andy Murray (GBR)         | 6–3, 6–4, 7–6(13–11)         |
| 2011      | Novak Djoković (SRB)      | Andy Murray (GBR)         | 6–4, 6–2, 6–3                |
| 2012      | Novak Djoković (SRB)      | Rafael Nadal (ESP)        | 5–7, 6–4, 6–2, 6–7(5–7), 7–5 |
| 2013      | Novak Djoković (SRB)      | Andy Murray (GBR)         | 6–7(2–7), 7–6(7–3), 6–3, 6–2 |
| 2014      | Stan Wawrinka (SUI)       | Rafael Nadal (ESP)        | 6–3, 6–2, 3–6, 6–3           |
| 2015      | Novak Djoković (SRB)      | Andy Murray (GBR)         | 7–6(7–5), 6–7(4–7), 6–3, 6–0 |
| 2016      | Novak Djoković (SRB)      | Andy Murray (GBR)         | 6–1, 7–5, 7–6(7–3)           |
| 2017      | Roger Federer (SUI)       | Rafael Nadal (ESP)        | 6–4, 3–6, 6–1, 3–6, 6–3      |
| 2018      | Roger Federer (SUI)       | Marin Čilić (CRO)         | 6–2, 6–7(5–7), 6–3, 3–6, 6–1 |
| 2019      | Novak Djoković (SRB)      | Rafael Nadal (ESP)        | 6–3, 6–2, 6–3                |
| 2020      | Novak Djoković (SRB)      | Dominic Thiem (AUT)       | 6–4, 4–6, 2–6, 6–3, 6–4      |
| 2021      | Novak Djoković (SRB)      | Daniil Medveděv (RUS)     | 7–5, 6–2, 6–2                |
| 2022      | Rafael Nadal (ESP)        | Daniil Medveděv (RUS)     | 2–6, 6–7(5–7), 6–4, 6–4, 7–5 |
| 2023      | Novak Djoković (SRB)      | Stefanos Tsitsipas (GRE)  | 6–3, 7–6(7–4), 7–6(7–5)      |
| 2024      | Jannik Sinner (ITA)       | Daniil Medveděv           | 3–6, 3–6, 6–4, 6–4, 6–3      |
| 2025      | Jannik Sinner (ITA)       | Alexander Zverev (GER)    | 6–3, 7–6(7–4), 6–3           |

## Statistiky

### Vícenásobní vítězové
| Tenista                 | éra       | éra  | éra    | tituly                                                     |
| Tenista                 | amatérská | open | celkem | tituly                                                     |
| ----------------------- | --------- | ---- | ------ | ---------------------------------------------------------- |
| Novak Djoković (SRB)    | 0         | 10   | 10     | 2008, 2011, 2012, 2013, 2015, 2016, 2019, 2020, 2021, 2023 |
| Roy Emerson (AUS)       | 6         | 0    | 6      | 1961, 1963, 1964, 1965, 1966, 1967                         |
| Roger Federer (SUI)     | 0         | 6    | 6      | 2004, 2006, 2007, 2010, 2017, 2018                         |
| Jack Crawford (AUS)     | 4         | 0    | 4      | 1931, 1932, 1933, 1935                                     |
| Ken Rosewall (AUS)      | 2         | 2    | 4      | 1953, 1955, 1971, 1972                                     |
| Andre Agassi (USA)      | 0         | 4    | 4      | 1995, 2000, 2001, 2003                                     |
| James Anderson (AUS)    | 3         | 0    | 3      | 1922, 1924, 1925                                           |
| Adrian Quist (AUS)      | 3         | 0    | 3      | 1936, 1940, 1948                                           |
| Rod Laver (AUS)         | 2         | 1    | 3      | 1960, 1962, 1969                                           |
| Mats Wilander (SWE)     | 0         | 3    | 3      | 1983, 1984, 1988                                           |
| Boris Becker (GER)      | 0         | 2    | 2      | 1991, 1996                                                 |
| John Bromwich (AUS)     | 2         | 0    | 2      | 1939, 1946                                                 |
| Ashley Cooper (AUS)     | 2         | 0    | 2      | 1957, 1958                                                 |
| Jim Courier (USA)       | 0         | 2    | 2      | 1992, 1993                                                 |
| Stefan Edberg (SWE)     | 0         | 2    | 2      | 1985, 1987                                                 |
| Rodney Heath (AUS)      | 2         | 0    | 2      | 1905, 1910                                                 |
| / Johan Kriek (JAR/USA) | 0         | 2    | 2      | 1981, 1982                                                 |
| Ivan Lendl (TCH)        | 0         | 2    | 2      | 1989, 1990                                                 |
| Rafael Nadal (ESP)      | 0         | 2    | 2      | 2009, 2022                                                 |
| John Newcombe (AUS)     | 0         | 2    | 2      | 1973, 1975                                                 |
| Pete Sampras (USA)      | 0         | 2    | 2      | 1994, 1997                                                 |
| Frank Sedgman (AUS)     | 2         | 0    | 2      | 1949, 1950                                                 |
| Jannik Sinner (ITA)     | 0         | 2    | 2      | 2024, 2025                                                 |
| Guillermo Vilas (ARG)   | 0         | 2    | 2      | 1978, 1979                                                 |
| Anthony Wilding (NZL)   | 2         | 0    | 2      | 1906, 1909                                                 |
| Pat O'Hara Wood (AUS)   | 2         | 0    | 2      | 1920, 1923                                                 |

### Vítězové podle státu
| Stát                   | éra       | éra  | éra    | titul | titul    |
| Stát                   | amatérská | open | celkem | první | poslední |
| ---------------------- | --------- | ---- | ------ | ----- | -------- |
| Austrálie              | 44        | 6    | 50     | 1905  | 1976     |
| Spojené státy americké | 4         | 14   | 18     | 1908  | 2003     |
| Srbsko                 | 0         | 10   | 10     | 2008  | 2023     |
| Švýcarsko              | 0         | 7    | 7      | 2004  | 2018     |
| Švédsko                | 0         | 6    | 6      | 1983  | 2002     |
| Spojené království     | 5         | 0    | 5      | 1912  | 1934     |
| Argentina              | 0         | 2    | 2      | 1978  | 1979     |
| Československo         | 0         | 2    | 2      | 1989  | 1990     |
| Itálie                 | 0         | 2    | 2      | 2024  | 2025     |
| Německo                | 0         | 2    | 2      | 1991  | 1996     |
| Nový Zéland            | 2         | 0    | 2      | 1906  | 1909     |
| Rusko                  | 0         | 2    | 2      | 1999  | 2005     |
| Španělsko              | 0         | 2    | 2      | 2009  | 2022     |
| Česko                  | 0         | 1    | 1      | 1998  | 1998     |
| Francie                | 1         | 0    | 1      | 1928  | 1928     |
| Jižní Afrika           | 0         | 1    | 1      | 1981  | 1981     |